# David Scheidemann
David Scheidemann (1570 - 1625) fou un compositor alemany.
David Scheidemann va ser organista a Wöhrden, Schleswig-Holstein i, des del 1604, a l'Església de Santa Caterina, Hamburg.
Va ser el pare del molt més famós organista Heinrich Scheidemann (1596 - 1663), i probablement li va donar les seves primeres lliçons d'orgue. Harmonitzà a quatre parts les melodies del llibre de cant de Luter publicant-se amb el títol de Melodeyen Gesangbuch darinn D. Luthers und ander Christen gebreuchlichsten Gesenge (Hamburg, 1604).